# Calotis anamitica
Calotis anamitica là một loài thực vật có hoa trong họ Cúc. Loài này được (Kuntze) Merr. mô tả khoa học đầu tiên năm 1930.